# Campionat del Món de natació de 1975
El Campionat del Món de natació de 1975 fou una competició esportiva que es realitzà entre els dies 19 i 27 de juliol de 1975 a la ciutat de Cali (Colòmbia) sota l'organització de la Federació Internacional de Natació (FINA). Aquesta fou la segona edició del Campionat del Món.
Es realitzaren competicions de natació, natació sincronitzada, salts i waterpolo.

## Proves
- Natació al Campionat del Món de natació de 1975
- Natació sincronitzada al Campionat del Món de natació de 1975
- Salts al Campionat del Món de natació de 1975
- Waterpolo al Campionat del Món de natació de 1975

## Medaller
Seu
| Posició | País           | Or | Plata | Bronze | Total |
| 1       | Estats Units   | 16 | 11    | 10     | 37    |
| 2       | RDA            | 11 | 7     | 5      | 23    |
| 3       | Hungary        | 3  | 1     | 0      | 4     |
| 4       | Unió Soviètica | 2  | 5     | 4      | 11    |
| 5       | Regne Unit     | 2  | 1     | 5      | 8     |
| 6       | RFA            | 1  | 2     | 1      | 4     |
| 7       | Austràlia      | 1  | 2     | 0      | 3     |
| 8       | Itàlia         | 1  | 1     | 2      | 4     |
| 9       | Canadà         | 0  | 4     | 2      | 6     |
| 10      | Països Baixos  | 0  | 2     | 3      | 5     |
| 11      | Japó           | 0  | 1     | 3      | 4     |
| 12      | Mèxic          | 0  | 0     | 1      | 1     |
| 12      | Suècia         | 0  | 0     | 1      | 1     |
| Total   | Total          | 37 | 37    | 37     | 111   |